# Xã Alma, Quận Crawford, Arkansas
Xã Alma (tiếng Anh: Alma Township) là một xã thuộc quận Crawford, tiểu bang Arkansas, Hoa Kỳ. Năm 2010, dân số của xã này là 7.054 người.